# Dutch International 2012
Die Dutch International 2012 im Badminton fanden vom 12. bis zum 15. April 2012 in Wateringen statt. Es war die 13. Austragung der Titelkämpfe.

## Austragungsort
- Velohal, Noordweg 26

## Sieger und Platzierte
| Disziplin    | Gold                               | Silber                               | Bronze                                   |
| ------------ | ---------------------------------- | ------------------------------------ | ---------------------------------------- |
| Herreneinzel | Andre Kurniawan Tedjono            | Anand Pawar                          | Niluka Karunaratne                       |
| Herreneinzel | Andre Kurniawan Tedjono            | Anand Pawar                          | Dicky Palyama                            |
| Dameneinzel  | Yao Jie                            | Sonia Cheah Su Ya                    | Elizabeth Cann                           |
| Dameneinzel  | Yao Jie                            | Sonia Cheah Su Ya                    | Michelle Chan                            |
| Herrendoppel | Nelson Heg Wei Keat Teo Ee Yi      | Jorrit de Ruiter Dave Khodabux       | Yonathan Suryatama Dasuki Dharma Gunawi  |
| Herrendoppel | Nelson Heg Wei Keat Teo Ee Yi      | Jorrit de Ruiter Dave Khodabux       | Maurice Niesner Till Zander              |
| Damendoppel  | Lotte Bruil Paulien van Dooremalen | Selena Piek Iris Tabeling            | Febby Angguni Cisita Joity Jansen        |
| Damendoppel  | Lotte Bruil Paulien van Dooremalen | Selena Piek Iris Tabeling            | Ginny Severien Maartje Verheul           |
| Mixed        | Robert Mateusiak Nadieżda Zięba    | Andrej Ashmarin Anastasia Panushkina | Roman Zirnwald Elisabeth Baldauf         |
| Mixed        | Robert Mateusiak Nadieżda Zięba    | Andrej Ashmarin Anastasia Panushkina | Jim Middelburg Soraya de Visch Eijbergen |